# Dan Doucek
Dan Doucek (...) è un giocatore di football americano ceco che milita nel ruolo di wide receiver nei Pardubice Stallions.